# Napfgebiet

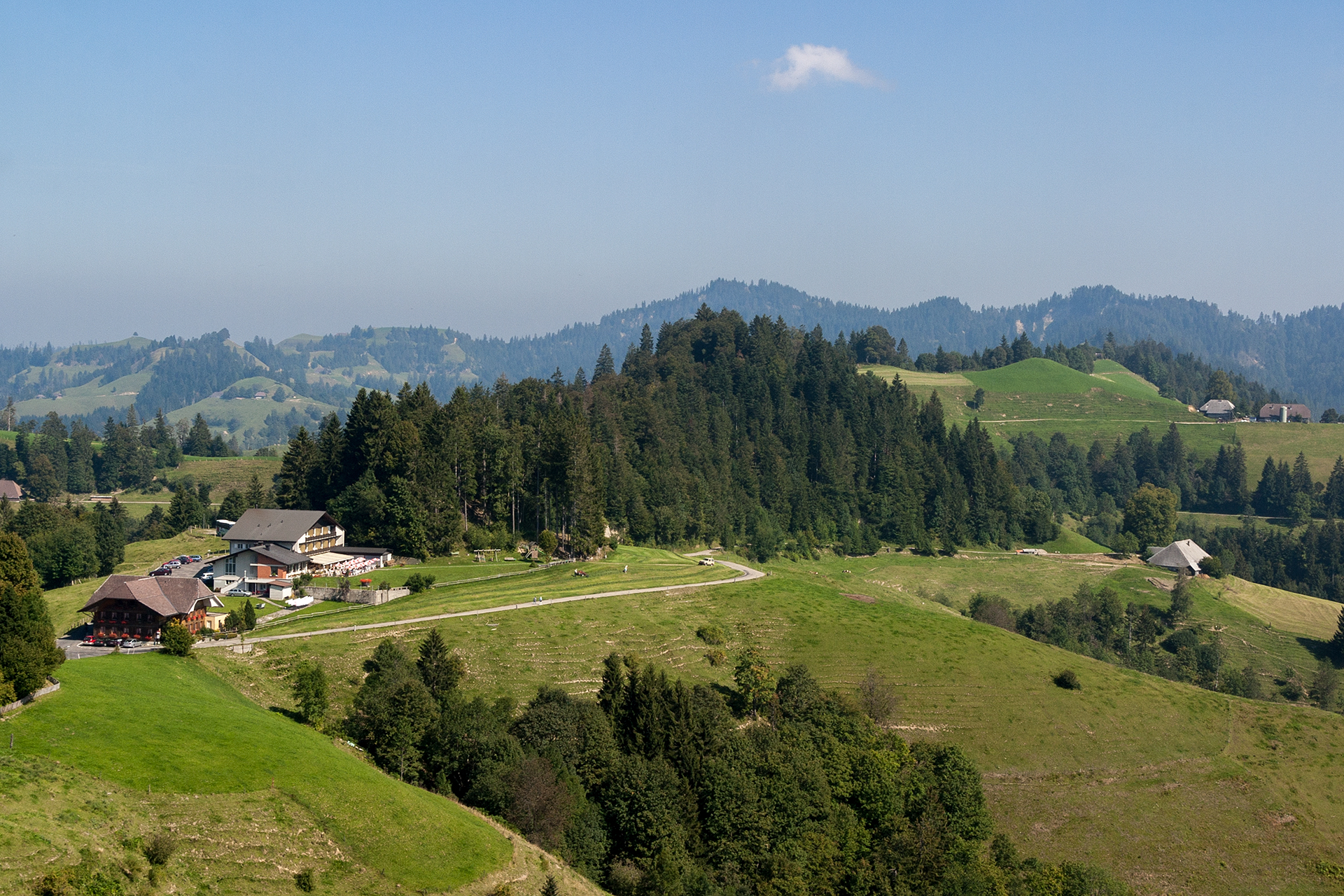
Die Lüderenalp im westlichen Teil des Napfberglandes

Das Napfgebiet – auch Napfbergland – ist ein 800 bis 1406 m ü. M. hohes Hügel- und Berggebiet in der Schweiz, das nach seinem höchsten Berg, dem Napf benannt ist und etwa in der Mitte zwischen den Städten Bern und Luzern liegt. Es ist Teil der Emmentaler Alpen.

## Geographie und Geologie
Das Bergland zeigt einen kreisförmigen Grundriss und weist einen Durchmesser von 25 km auf. Begrenzt wird das Napfbergland auf seiner nördlichen Seite von einer Talachse, die sich im Halbkreis von Sumiswald über Huttwil und Willisau bis nach Wolhusen zieht. Im Südosten wird das Napfgebiet durch das Entlebuch von den Voralpen getrennt. Im Südwesten bildet das Emmental respektive das Tal der Ilfis, eines rechten Seitenflusses der Emme, die natürliche Abgrenzung. Etwa in der Mitte wird das Napfbergland von Nord nach Süd von einer Kantonsgrenze durchquert: der westliche Teil gehört zum Kanton Bern, der östliche Teil zum Kanton Luzern.

### Geologie
Die geologische Geschichte des Napfberglandes steht in engem Zusammenhang mit der Alpenfaltung. Nachdem die Hebung der Alpen vor rund 30 Millionen Jahren ihre stärkste Phase erlebte, verstärkte sich die Erosion des Reliefs deutlich. Flüsse verfrachteten die Gesteinsgerölle in das nördlich der Alpen gelegene Becken (das heutige Schweizer Mittelland) und lagerten sie dort ab. An denjenigen Stellen, wo grosse Flüsse das Becken erreichten, bildeten sich im Lauf der Zeit ausgedehnte Schwemmkegel, die so genannten Nagelfluhfächer. Als Nagelfluh bezeichnet man ein Gestein bestehend aus abgerundeten (durch Flüsse transportierte) Gesteinsbrocken unterschiedlicher Grösse. Diese Brocken, sogenannte Gerölle, sind durch ein feinkörniges Bindemittel, das die Hohlräume ausfüllt, miteinander verkittet.
Die ersten Nagelfluhfächer im Gebiet des Napf entstanden innerhalb des geologischen Zeitraumes Aquitanium (unteres Miozän, 23,03 bis 20,43 Millionen Jahre) und sind hier Teil der Schichtenfolge der Unteren Süsswassermolasse (bis 22,5 Millionen Jahre) im Mittelland. In den folgenden Perioden des Miozän entwickelte sich der Napffächer neben dem Hörnlifächer zum bedeutendsten Nagelfluhfächer am Nordrand der Schweizer Alpen. Das damals ganz anders als heute ausgestaltete Flusssystem lagerte riesige Mengen an Erosionsmaterial am Alpenrand ab. Aufgrund grossräumiger tektonischer Senkungen geschah dies vor etwa 22,5 bis 16,3 Millionen Jahren im Bereich eines Flachmeeres, weswegen die Ablagerungen als Obere Meeresmolasse bezeichnet werden. Danach führten Hebungsvorgänge zum Rückzug des Meeres. In der langen Ablagerungsperiode der Oberen Süsswassermolasse (vor rund 16,3 bis 5,3 Millionen Jahren) baute sich der Napffächer weiter massiv auf, so dass schliesslich allein für diesen Zeitraum eine Schichtdicke von ungefähr 1500 m erreicht wurde. Gegen Ende der Sedimentationsperiode führte die Verlagerung des Flussnetzes dazu, dass der Napffächer seine Funktion als Ablagerungsraum verlor. Schon bald entfaltete deshalb die Erosion auch hier ihre Wirkung.
Aus dieser Entstehungsgeschichte leitet sich die Gesteinszusammensetzung des Napfberglandes ab. Der Hauptteil des Gebietes besteht aus Molassenagelfluh der Oberen Süsswassermolasse; in tieferen Bereichen, insbesondere am westlichen Rand der Region, treten auch Sedimente der Oberen Meeresmolasse zutage. Das Gestein zeigt eine klare Schichtung. Ablagerungssequenzen mit groben Nagelfluhkonglomeraten, die aus Zeiten erhöhter Flussaktivität und starker Erosion stammen, wechseln mit Sandsteinen und mergeligen Schichten ab. Die Schichten fallen mit einer Neigung von durchschnittlich 4 bis 8° gegen Nordwesten und Norden ein. Die grösseren Gesteinfragmente werden aufgrund ihres Gewichtes zuerst abgelagert, während feinere Korngrössen länger vom Wasser transportiert werden. Deshalb findet man in demselben Sedimentationshorizont näher am Alpenrand gröbere Gesteinsblöcke als weiter nordwärts.

### Oberflächengestalt

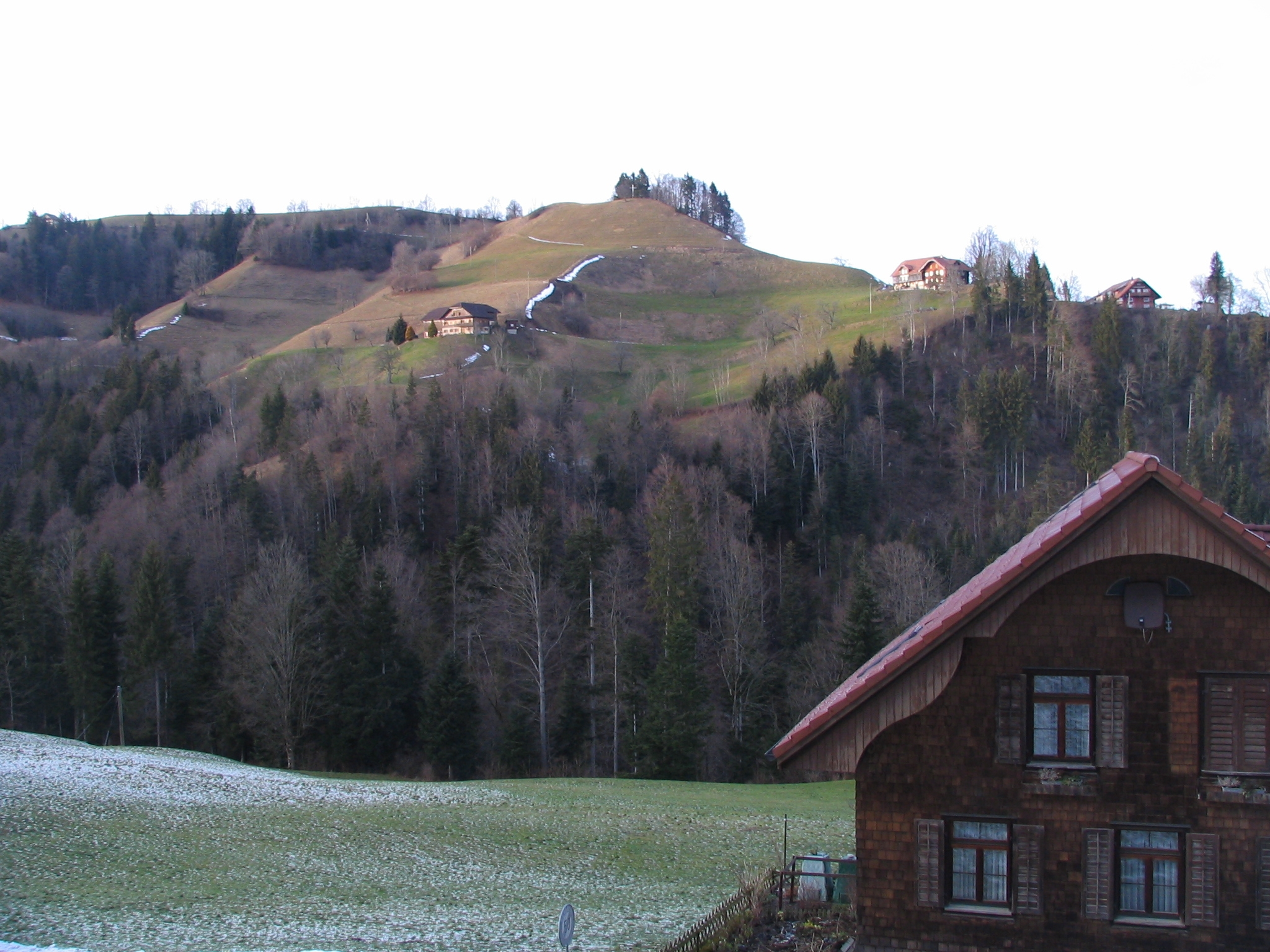
Hügellandschaft nordwestlich von Romoos (LU)

Selbst während der Hochstadien der Eiszeiten war das zentrale Gebiet des Napfberglandes nicht eisbedeckt. Einzig am Nordhang des Napf bildeten sich jeweils einige kleine Kargletscher. Das Fehlen der Eisbedeckung ist die Ursache für die charakteristische, fluviatil geprägte Topographie des Napfgebietes. Durch die fortdauernde Wirkung der Erosion entstanden tief in die Schichten eingekerbte Täler. Das Zentrum bildet ein mehr oder weniger in West-Ost-Richtung verlaufender Grat über Geissgratfluh (1332 m ü. M.), Farnli-Esel (1383 m ü. M.), Höchänzi (1368 m ü. M.), Napf (1408 m ü. M.) und Hengst (1372 m ü. M.) inklusive ein ab Höchänzi in Süd-Nord-Richtung verlaufender Grat über Ober Scheidegg (1249 m ü. M.) und Ahorn (1139 m ü. M.) als höchste Punkte des Berglandes. Von diesem Zentralgrat laufen radial in alle Richtungen Täler (so genannte Gräben) aus, die durch schmale, aber hohe Kämme mit oft sehr steilen Hängen voneinander getrennt werden. Die Haupttäler erhalten Zufluss von zahlreichen, meist kurzen Seitentälern, die ebenfalls als tiefe und teilweise unzugängliche Gräben ausgebildet sind. Solche charakteristische Gräben sind der Hornbachgraben, der Fankhausgraben und die Fontannentäler. Die Höhe der Bergkämme nimmt vom Zentrum gegen aussen nahezu kontinuierlich ab.
Aufgrund dieser Oberflächengestalt weist das Napfbergland ein sehr dichtes Gewässernetz auf. Der südliche und westliche Teil wird zur Emme entwässert, der nordwestliche Teil zur Langete, der nördliche Teil mit Luthern und Enziwigger zur Wigger und der östliche Teil mit den Quellbächen der Fontanne zur Kleinen Emme.

## Vegetation
Besonders der Kernraum des Napfberglandes ist von ausgedehnten Wäldern bestanden, wobei man oberhalb von rund 800 bis 900 m ü. M. Tannen-Buchenwälder, darunter vorwiegend Buchenwälder findet. Bewaldet sind vor allem die teils extrem steilen Hänge sowie die abgelegenen tiefen Kerbtäler. Auf den Kämmen und den etwas weniger stark geneigten Flächen herrschen Wiesen und Weiden vor. Weil das Gebiet während der Eiszeiten nicht vergletschert war, konnte es als Rückzugsraum für die alpine Flora dienen. Noch heute sind deswegen im Napfgebiet Reliktpflanzen wie etwa der Alpen-Hahnenfuss (Ranunculus alpestris), der Gegenblättrige Steinbrech (Saxifraga oppositifolia), der Alpenhelm (Bartsia alpina), die Silberwurz (Dryas octopetala) und die Alpen-Soldanelle (Soldanella alpina) anzutreffen.

## Kulturlandschaft

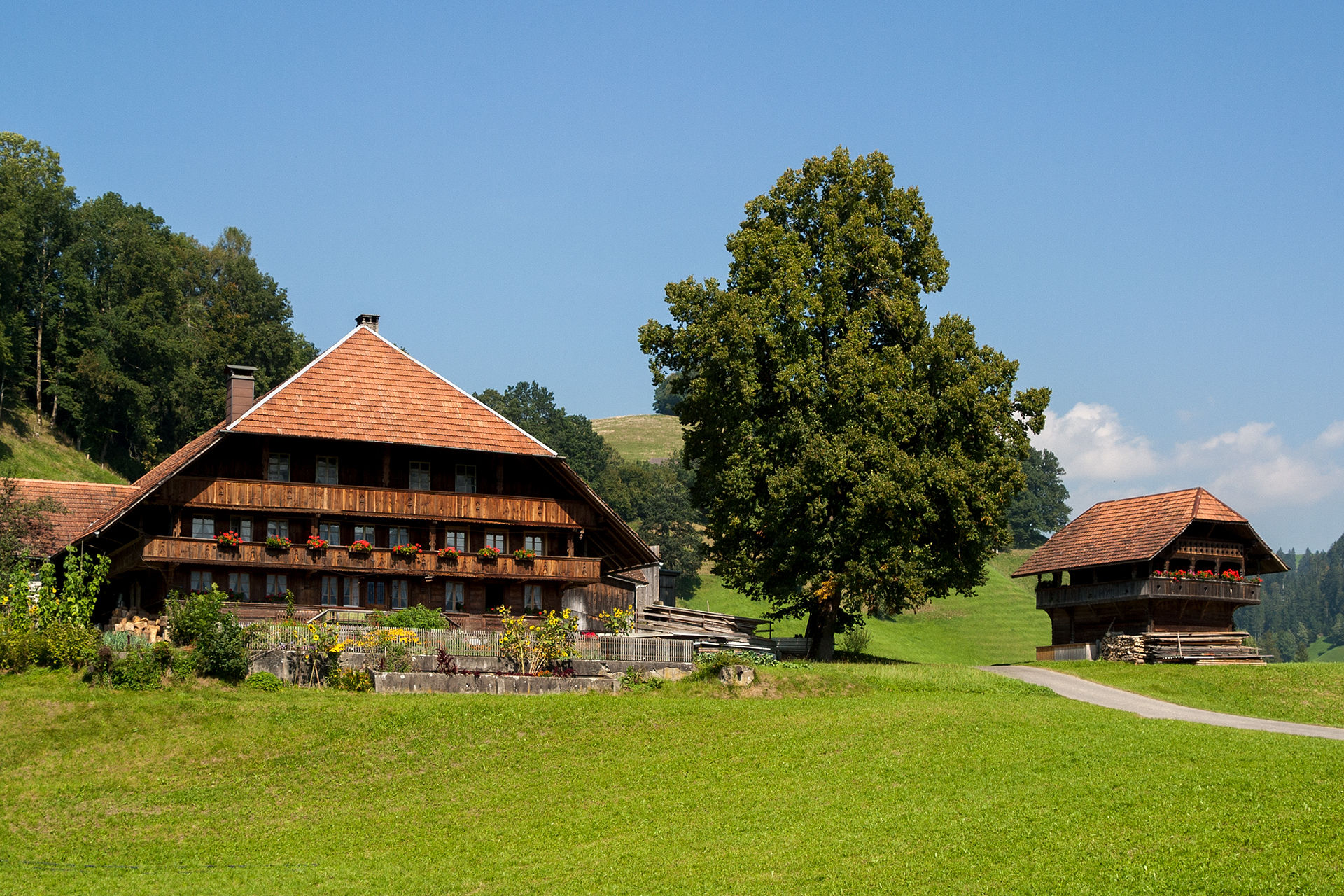
Emmentaler Bauernhof mit Kornspycher in Bärau

Das Napfbergland ist – wenn man von den Ortschaften in den Tälern, die das gesamte Gebiet umspannen, absieht – eine sehr dünn besiedelte Region. Die einzigen geschlossenen Ortschaften im Napfgebiet sind Wasen im Emmental, Eriswil, Ufhusen, Luthern, Hergiswil bei Willisau, Menzberg, Romoos, Doppleschwand und Trub. Ansonsten ist die Region ein typisches Streusiedlungsgebiet mit verschiedenen Weilern, die meist in den Tälern liegen, und zahlreichen Einzelhöfen, die weit verstreut sowohl in den Tälern als auch auf den Kämmen (Eggen) stehen. Diese Gehöfte sind oftmals sehr abgelegen und nur schwierig zu erreichen. Die Bewohner leben von der Graswirtschaft und Viehhaltung sowie von der Forstwirtschaft und Holzverarbeitung; Ackerbau gibt es nur in günstigen Tallagen und in den weniger stark kupierten Bereichen des nördlichen Napfberglandes. Bis zum 19. Jahrhundert war das Napfgebiet eine der Hauptregionen des Küherwesens.
Die südlichen Täler des Napfgebietes wurden seit dem 12. Jahrhundert von Mönchen aus dem Kloster Trub erschlossen, gerodet und urbar gemacht. Die eigentliche Besiedlung der Region begann jedoch erst im Spätmittelalter. Mit der Zeit entwickelte sich die Köhlerei, was zur Folge hatte, dass das Gebiet immer mehr gerodet wurde. Weil dadurch die stabilisierende Wirkung der Hänge durch die Bäume wegfiel, waren die Täler und die Dörfer des Unterlandes einer erhöhten Hochwassergefahr ausgesetzt, wobei die Bäche jeweils grosse Schuttmengen mit sich führten. Erst im 20. Jahrhundert begann man mit der Wiederaufforstung grosser Flächen.
Im 18. und 19. Jahrhundert wurde besonders in den vom Napf ostwärts zur Kleinen Emme führenden Flüssen Gold gewaschen, doch die Ausbeute des Napfgoldes erreichte nie grosse Ausmasse. Das Napfbergland ist eine sekundäre Lagerstätte für Gold, das von den miozänen Flüssen aus den Alpen hierher verfrachtet wurde. Noch heute kann man im Flusskies Goldflitter finden.
Das gesamte Napfbergland ist im Bundesinventar der Landschaften und Naturdenkmäler von nationaler Bedeutung (BLN) verzeichnet. Der südöstliche Teil des Napfgebietes gehört zum UNESCO-Biosphärenreservat Entlebuch. Das Gebiet ist eine beliebte Wanderregion.

## Belege
1. 1 2  
Ernst Höhne: Knaurs Lexikon für Bergfreunde / Die Alpen zwischen Matterhorn und Bodensee. Droemer Knaur, München 1987, ISBN 3-426-26223-1, S. 196.
2. ↑  
Höchster Punkt in Karten der Schweiz (SwissTopo)
3. ↑  „Hengst“ als Ausdruck ungestümer Wildheit bezeichnet in der Alpenwelt ein „wilde Bergform“. Siehe Alfred Helfenstein: Das Namensgut des Pilatusgebietes. Keller & Co AG, Luzern 1982, ISBN 3-85766-004-X, S. 24 f.
4. ↑  Gregor Egloff: Hans Hug. In: Historisches Lexikon der Schweiz. (abgerufen am 16. Oktober 2022)